# Potkovač
Potkovač (en serbe cyrillique : Потковач) est un village du nord du Monténégro, dans la municipalité de Pljevlja.

## Démographie

### Évolution historique de la population
| 1948 | 1953 | 1961 | 1971 | 1981 | 1991 | 2003 |
| ---- | ---- | ---- | ---- | ---- | ---- | ---- |
| 355  | 400  | 442  | 386  | 235  | 142  | 84   |